# Tswaane
Tswaane is een dorp in het district Kweneng in Botswana. De plaats telt 603 inwoners (2011).